# Agent de missatges
Agent de missatges (en anglès message Broker), en ciències de la computació, és un mòdul de programari intermedi que tradueix els missatges del protocol de l'emissor a missatges del protocol del receptor. Els brokers apareixen quan hi ha xarxes de comunicació amb intercanvi de missatges.

## Característiques
El propòsit del broker és el de rebre els missatges entrants des de les aplicacions i realitzar determinades accions. Alguns exemples d'accions que realitzen els brokers :
- Encaminar missatges a una o méss adreces diferents.
- Transformar missatges a una representació alternativa.
- Realitzar una agregació de missatges, descompondre missatges en diversos missatges o components, reenviant-los a les seves destinació.
- Interactuar amb un depòsit extero per a augmentar un missatge o emmagatzemar-lo.
- Invocar un servei Web per a consultar dades.
- Respondre a events o errors.
- Proveir un ruta dels missatges basada en el seu contingut.

## Llistat d'agents de missatges
| Nom del Broker                               | Codi obert |
| -------------------------------------------- | ---------- |
| Apache ActiveMQ                              | Sí         |
| Apache Kafka                                 | Sí         |
| Apache Qpid                                  | Sí         |
| Celery (software)                            | Sí         |
| Cloverleaf                                   | No         |
| Comverse Message Broker                      | No         |
| Enduro/X                                     | Sí         |
| Sybase                                       | No         |
| Fuse Message Broker                          | Sí         |
| Gearman                                      | Sí         |
| HornetQ                                      | Sí         |
| IBM Integration Bus                          | No         |
| IBM Message Queues                           | No         |
| JBoss Messaging                              | Sí         |
| JORAM                                        | Sí         |
| Microsoft Azure\|Microsoft Azure Service Bus | No         |
| Microsoft BizTalk Server                     | No         |
| Mosquitto                                    | Sí         |
| NATS Messaging                               | Sí         |
| Open Message Queue                           | Sí         |
| Oracle Message Broker                        | Sí         |
| QDB                                          | Sí         |
| RabbitMQ                                     | Sí         |
| Redis                                        | Sí         |
| SAP PI                                       | No         |
| Solace Systems                               | No         |
| Spread Toolkit                               | Sí         |
| Tarantool                                    | Sí         |
| WSO2                                         | Sí         |